# Fussballclub Sankt Gallen 1879 2011-2012
Questa voce raccoglie le informazioni riguardanti il Fussballclub Sankt Gallen 1879 nelle competizioni ufficiali della stagione 2011-2012.

## Stagione
Nella stagione 2011-2012 il San Gallo, allenato da Jeff Saibene, concluse il campionato di Challenge League al 1º posto. In Coppa Svizzera il San Gallo fu eliminato ai quarti di finale dal Winterthur.

## Rosa
| N. |                          | Ruolo | Calciatore              |
| -- | ------------------------ | ----- | ----------------------- |
| 1  | Svizzera (bandiera)      | P     | Daniel Lopar            |
| 3  | Brasile (bandiera)       | D     | Átila Araújo Prado      |
| 5  | Liechtenstein (bandiera) | D     | Martin Stocklasa        |
| 6  | Svizzera (bandiera)      | D     | Philippe Montandon      |
| 7  | Kosovo (bandiera)        | C     | Kristian Nushi          |
| 8  | Portogallo (bandiera)    | A     | Bruno Valente           |
| 9  | Gambia (bandiera)        | D     | Pa Modou Jagne          |
| 10 | Argentina (bandiera)     | C     | Ezequiel Óscar Scarione |
| 13 | Austria (bandiera)       | A     | Manuel Sutter           |
| 15 | Svizzera (bandiera)      | C     | Philipp Muntwiler       |
| 16 | Svizzera (bandiera)      | C     | Gabriel Lüchinger       |
| 18 | Svizzera (bandiera)      | P     | Timon Waldvogel         |
| 19 | Canada (bandiera)        | C     | Daniel Imhof            |

| N. |                     | Ruolo | Calciatore        |
| -- | ------------------- | ----- | ----------------- |
| 21 | Croazia (bandiera)  | D     | Ivan Martić       |
| 22 | Svizzera (bandiera) | C     | Tunahan Çiçek     |
| 23 | Svizzera (bandiera) | A     | Sven Lehmann      |
| 24 | Svizzera (bandiera) | D     | Marco Hämmerli    |
| 25 | Svizzera (bandiera) | D     | Simon Roduner     |
| 26 | Svizzera (bandiera) | A     | Nico Abegglen     |
| 27 | Svizzera (bandiera) | C     | Marco Mathys      |
| 28 | Croazia (bandiera)  | D     | Ilija Ivić        |
| 29 | Camerun (bandiera)  | A     | Franck Etoundi    |
| 30 | Svizzera (bandiera) | P     | Germano Vailati   |
| 31 | Germania (bandiera) | C     | Dejan Janjatović  |
| 32 | Svizzera (bandiera) | C     | Alberto Regazzoni |
| 33 | Austria (bandiera)  | P     | Florian Kloser    |

## Organigramma societario
Area tecnica
- Allenatore: Jeff Saibene
- Allenatore in seconda: Daniel Tarone
- Preparatore dei portieri: Stefano Razzetti
- Preparatori atletici:

## Calciomercato

### Sessione estiva
| Acquisti | Acquisti           | Acquisti     | Acquisti |
| R.       | Nome               | da           | Modalità |
| -------- | ------------------ | ------------ | -------- |
| A        | Bruno Valente      | Sciaffusa    |          |
| A        | Franck Etoundi     | Bienne       |          |
| C        | Gabriel Lüchinger  | San Gallo II |          |
| D        | Philippe Montandon | Lugano       |          |
| D        | Simon Roduner      | Wohlen       |          |
| D        | Martin Stocklasa   | Ried         |          |
| P        | Timon Waldvogel    | Wil          |          |

| Cessioni | Cessioni        | Cessioni                    | Cessioni |
| R.       | Nome            | a                           | Modalità |
| -------- | --------------- | --------------------------- | -------- |
| P        | Timo Hammel     | FSV 08 Bietigheim-Bissingen |          |
| C        | Daniel Beichler | Duisburg                    |          |
| C        | Fabian Frei     | Basilea                     |          |
| D        | José Gonçalves  | Sion                        |          |
| D        | Michael Lang    | Grasshoppers                |          |
| A        | Klemen Lavrič   | Karlsruhe                   |          |
| D        | Lukas Schenkel  | Bellinzona                  |          |
| C        | Adrian Winter   | Lucerna                     |          |

### Sessione invernale
| Acquisti | Acquisti         | Acquisti | Acquisti |
| R.       | Nome             | da       | Modalità |
| -------- | ---------------- | -------- | -------- |
| C        | Dejan Janjatović | Getafe B |          |
| C        | Marco Mathys     | Bienne   |          |

| Cessioni | Cessioni | Cessioni | Cessioni |
| R.       | Nome     | a        | Modalità |
| -------- | -------- | -------- | -------- |

## Risultati

### Challenge League

#### andata
| Arbitro: | Amhof |

|                                            |           |                  |
| Scarione 4’, 37’, 55’ (rig.) Muntwiler 42’ | Marcatori | 17’, 61’ Merenda |

| Arbitro: | San |

|  |           |                           |
|  | Marcatori | 46’ Lehmann 53’ Muntwiler |

| Arbitro: | Huwiler |

|  |           |             |
|  | Marcatori | 36’ Lehmann |

| Arbitro: | Zimmermann |

|             |           |  |
| Valente 63’ | Marcatori |  |

| Arbitro: | Jaccottet |

|                                     |           |                         |
| Čavušević 53’ (rig.) Holenstein 90’ | Marcatori | 3’ Etoundi 11’ Scarione |

| Arbitro: | Jancevski |

|                                                              |           |  |
| Regazzoni 45’ Owona 70’ Valente 83’ Montandon 85’ Sutter 90’ | Marcatori |  |

| Arbitro: | Amhof |

|            |           |                                        |
| Morina 81’ | Marcatori | 16’ Etoundi 20’ Muntwiler 63’ Scarione |

| Arbitro: | Pache |

|                                            |           |                     |
| Etoundi 35’ Owona 64’ Muntwiler 80’ (rig.) | Marcatori | 82’ Đurić 87’ Munsy |

| Arbitro: | Huwiler |

|            |           |                                                        |
| Hyseni 71’ | Marcatori | 17’, 44’ Etoundi 54’ (rig.), 85’ Scarione 87’ Hämmerli |

| Arbitro: | Erlachner |

|                                                 |           |            |
| Stocklasa 20’ Etoundi 31’ Owona 45’ Valente 88’ | Marcatori | 64’ Mathys |

| Arbitro: | Laperrière |

|                |           |                           |
| Karapetsas 85’ | Marcatori | 69’ Regazzoni 79’ Valente |

| Arbitro: | Carrell |

|  |           |              |
|  | Marcatori | 57’ Magnetti |

| Arbitro: | Jaccottet |

|                        |           |                                   |
| Schultz 34’ Widmer 54’ | Marcatori | 57’ (rig.) Scarione 90’ Regazzoni |

| Arbitro: | Kever |

|                           |           |                       |
| Scarione 4’ Montandon 40’ | Marcatori | 26’ Andreu 61’ Bühler |

| Arbitro: | Zimmermann |

|  |           |             |
|  | Marcatori | 82’ Lehmann |

#### ritorno
| Arbitro: | Huwiler |

|                                                                       |           |  |
| Sutter 8’ Etoundi 33’ Scarione 48’ Abegglen 53’ Nushi 65’ Valente 90’ | Marcatori |  |

| Arbitro: | Winter |

|                                        |           |               |
| Etoundi 12’ Abegglen 45’ Muntwiler 87’ | Marcatori | 82’ Hürlimann |

| Arbitro: | Bieri |

|  |           |                                       |
|  | Marcatori | 22’ Abegglen 28’, 89’ (rig.) Scarione |

| Arbitro: | Jaccottet |

|  |           |                       |
|  | Marcatori | 5’ Nushi 21’ Abegglen |

| San Gallo 17 marzo 2012, ore 19:00 CET 20ª giornata | San Gallo | 0 – 0 referto | Wohlen | AFG Arena (10 773 spett.)\| Arbitro: \| Kever \| |
| Arbitro:                                            | Kever     |               |        |                                                  |

| Arbitro: | Pache |

|                                 |           |                           |
| Morello 17’ Doudin 70’ Egli 71’ | Marcatori | 51’ Montandon 68’ Etoundi |

| Arbitro: | Graf |

|                                               |           |                      |
| Regazzoni 32’ Mathys 62’ Muntwiler 75’ (rig.) | Marcatori | 42’ Cha 84’ Lombardi |

| Arbitro: | Gut |

|                          |           |            |
| Abegglen 32’ Etoundi 37’ | Marcatori | 57’ M'Futi |

| Arbitro: | Carrell |

|                                    |           |              |
| Afonso 56’ Witschi 74’ Bonanni 80’ | Marcatori | 79’ Abegglen |

| Arbitro: | Wermelinger |

|                     |           |              |
| Scarione 22’ (rig.) | Marcatori | 27’ Magnetti |

| Arbitro: | Jancevski |

|            |           |                      |
| Sutter 62’ | Marcatori | 10’ (aut.) Montandon |

| Arbitro: | Carrell |

|                    |           |            |
| Sulmoni 90’ (rig.) | Marcatori | 45’ Sutter |

| Arbitro: | Gremaud |

|  |           |                        |
|  | Marcatori | 40’ Scarione 82’ Nushi |

| Arbitro: | Jaccottet |

|           |           |                                |
| Jagne 23’ | Marcatori | 68’ (aut.) Vailati 90’ Staubli |

| Arbitro: | Gut |

|             |           |                         |
| Merenda 86’ | Marcatori | 65’ Mathys 74’ Scarione |

### Coppa Svizzera
| 17 settembre 2011, ore 16:00 CEST Primo turno | Naters | 1 – 5 | San Gallo |  |

| 16 ottobre 2011, ore 15:30 CEST Secondo turno | San Gallo | 2 – 0 | Thun |  |

| 27 novembre 2011, ore 14:00 CET Ottavi di finale | San Gallo | 4 – 2 | Zurigo |  |

| 21 marzo 2012, ore 19:30 CET Quarti di finale | Winterthur           | 2 – 2 | San Gallo |  |
| \| \| \| \| \| \| Tiri di rigore 5 – 4 \| \|  |                      |       |           |  |
|                                               |                      |       |           |  |
|                                               | Tiri di rigore 5 – 4 |       |           |  |

## Statistiche

### Statistiche di squadra
| Competizione     | Punti | In casa | In casa | In casa | In casa | In casa | In casa | In trasferta | In trasferta | In trasferta | In trasferta | In trasferta | In trasferta | Totale | Totale | Totale | Totale | Totale | Totale | DR  |
| Competizione     | Punti | G       | V       | N       | P       | Gf      | Gs      | G            | V            | N            | P            | Gf           | Gs           | G      | V      | N      | P      | Gf     | Gs     | DR  |
| ---------------- | ----- | ------- | ------- | ------- | ------- | ------- | ------- | ------------ | ------------ | ------------ | ------------ | ------------ | ------------ | ------ | ------ | ------ | ------ | ------ | ------ | --- |
| Challenge League | 64    | 15      | 9       | 4       | 2       | 36      | 16      | 15           | 10           | 3            | 2            | 31           | 15           | 30     | 19     | 7      | 4      | 67     | 31     | +36 |
| Coppa Svizzera   | -     | 2       | 2       | 0       | 0       | 6       | 2       | 1            | 1            | 0            | 0            | 5            | 1            | 3      | 3      | 0      | 0      | 11     | 3      | +8  |
| Totale           | 64    | 17      | 11      | 4       | 2       | 42      | 18      | 16           | 11           | 3            | 2            | 36           | 16           | 33     | 22     | 7      | 4      | 78     | 34     | +44 |

### Andamento in campionato
| Giornata  | 1 | 2 | 3 | 4 | 5 | 6 | 7 | 8 | 9 | 10 | 11 | 12 | 13 | 14 | 15 | 16 | 17 | 18 | 19 | 20 | 21 | 22 | 23 | 24 | 25 | 26 | 27 | 28 | 29 | 30 |
| --------- | - | - | - | - | - | - | - | - | - | -- | -- | -- | -- | -- | -- | -- | -- | -- | -- | -- | -- | -- | -- | -- | -- | -- | -- | -- | -- | -- |
| Luogo     | C | T | T | C | T | C | T | C | T | C  | T  | C  | T  | C  | T  | C  | C  | T  | T  | C  | T  | C  | C  | T  | C  | C  | T  | T  | C  | T  |
| Risultato | V | V | V | V | N | V | V | V | V | V  | V  | P  | N  | N  | V  | V  | V  | V  | V  | N  | P  | V  | V  | P  | N  | N  | N  | V  | P  | V  |
| Posizione | 2 | 1 | 1 | 1 | 1 | 1 | 1 | 1 | 1 | 1  | 1  | 1  | 1  | 1  | 1  | 1  | 1  | 1  | 1  | 1  | 1  | 1  | 1  | 1  | 1  | 1  | 1  | 1  | 1  | 1  |

Legenda:

Luogo: C = Casa; T = Trasferta. Risultato: V = Vittoria; N = Pareggio; P = Sconfitta.

### Statistiche dei giocatori
| N. Abegglen   | 23 | 6  | 2 | 0 |
| F. Etoundi    | 24 | 10 | 2 | 0 |
| M. Hämmerli   | 24 | 1  | 7 | 0 |
| D. Imhof      | 21 | 0  | 1 | 0 |
| I. Ivić       | 6  | 0  | 0 | 0 |
| P. Jagne      | 21 | 1  | 2 | 0 |
| D. Janjatović | 1  | 0  | 0 | 0 |
| F. Kloser     | 0  | 0  | 0 | 0 |
| S. Lehmann    | 7  | 3  | 2 | 0 |
| D. Lopar      | 28 | 0  | 0 | 0 |
| G. Lüchinger  | 1  | 0  | 0 | 0 |
| I. Martić     | 22 | 0  | 5 | 0 |
| M. Mathys     | 15 | 2  | 1 | 0 |
| P. Montandon  | 29 | 3  | 7 | 0 |
| P. Muntwiler  | 25 | 6  | 9 | 1 |
| K. Nushi      | 20 | 3  | 3 | 2 |
| B. Owona      | 7  | 3  | 1 | 0 |
| A. Regazzoni  | 24 | 4  | 5 | 0 |
| S. Roduner    | 6  | 0  | 1 | 0 |
| Ó. Scarione   | 30 | 15 | 3 | 0 |
| M. Stocklasa  | 29 | 1  | 6 | 0 |
| M. Sutter     | 21 | 4  | 2 | 0 |
| G. Vailati    | 2  | 0  | 0 | 0 |
| B. Valente    | 25 | 5  | 3 | 0 |
| T. Waldvogel  | 0  | 0  | 0 | 0 |
| Á. Átila      | 0  | 0  | 0 | 0 |
| T. Çiçek      | 2  | 0  | 0 | 0 |